# Mocoiasura
Mocoiasura is een kevergeslacht uit de familie van de boktorren (Cerambycidae). De wetenschappelijke naam van het geslacht werd voor het eerst geldig gepubliceerd in 1991 door Martins & Galileo.

## Soorten
Mocoiasura is monotypisch en omvat slechts de volgende soort:
- Mocoiasura suturalis (Melzer, 1931)